# Caulocera crassicornis
Caulocera crassicornis är en fjärilsart som beskrevs av George Francis Hampson 1862. Caulocera crassicornis ingår i släktet Caulocera och familjen björnspinnare. Inga underarter finns listade i Catalogue of Life.